# Torreilles
Torreilles (katalanisch Torrelles de la Salanca) ist eine französische Gemeinde mit 3793 Einwohnern (Stand 1. Januar 2022) im Département Pyrénées-Orientales in der Region Okzitanien. Sie gehört zum Arrondissement Perpignan und zum Kanton La Côte Salanquaise.
Zur Gemeinde gehört auch die unmittelbar an der Küste gelegene Urbanisation Torreilles Plage. Zwischen Torreilles Plage und Le Barcarès mündet der Agly ins Meer.

## Bevölkerungsentwicklung
- 1962: 1519
- 1968: 1591
- 1975: 1215
- 1982: 1492
- 1990: 1775
- 1999: 2072
- 2007: 3092
- 2017: 3812